# Gonerilia
Gonerilia is een geslacht van vlinders van de familie Lycaenidae, uit de onderfamilie Theclinae.

## Soorten
- G. seraphim (Oberthür, 1886)
- G. thespis (Leech, 1890)